# Blepharipa fulviventris
Blepharipa fulviventris är en tvåvingeart som först beskrevs av Macquart 1851.  Blepharipa fulviventris ingår i släktet Blepharipa och familjen parasitflugor. Inga underarter finns listade i Catalogue of Life.